# Мбаке
Мба́ке (фр. Mbacké) — город в центральной части Сенегала в одноимённом департаменте области Диурбель.

## Географическое положение
Находится в 180 километрах к востоку от столицы страны, города Дакар, в провинции Диурбель, на высоте 34 м над уровнем моря.

## Население
По данным на 2013 год численность населения города составляла 60 694 человека.
Динамика численности населения города по годам:
| 1988   | 1997   | 2001   | 2002   | 2013   |
| ------ | ------ | ------ | ------ | ------ |
| 38 847 | 51 859 | 64 824 | 51 124 | 60 694 |